# Bodinggraben (Gemeinde Rosenau am Hengstpaß)

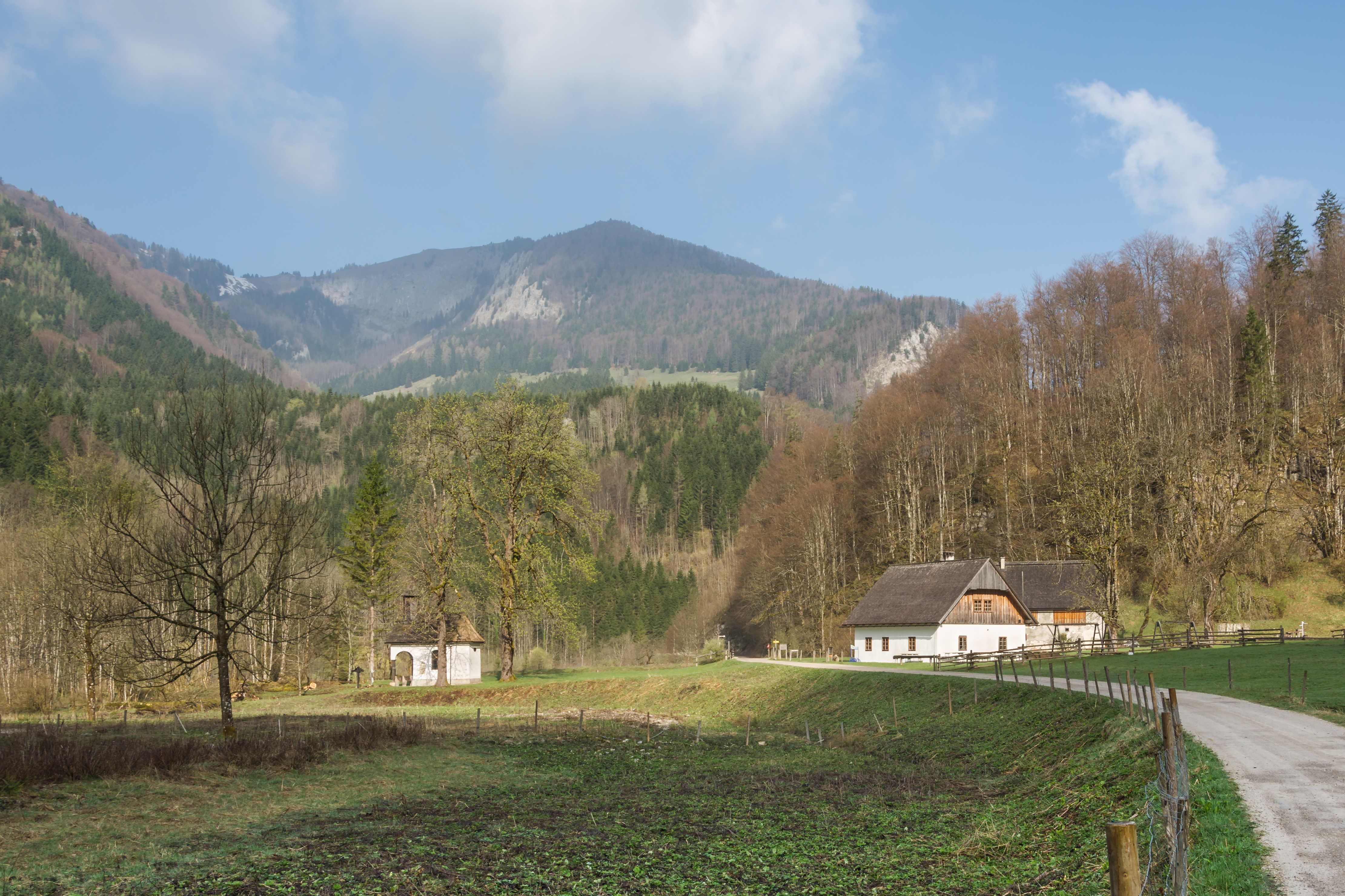
Gebäudeensemble im Bodinggraben

Der Bodinggraben ist ein Talkessel im Verlauf der Krummen Steyrling im Gemeindegebiet von Rosenau am Hengstpaß, am Nordfuß des Sengsengebirges in einer Höhe von 641 m ü. A. Der Bodinggraben ist nur von Norden von Molln erreichbar. Die Forststraßen von Rosenau sind für den öffentlichen Verkehr gesperrt. In der Talweitung befinden sich mehrere denkmalgeschützte Gebäude aus dem 18. und 19. Jahrhundert, die sich im Besitz der Grafen Lamberg befanden. Heute befindet sich der Bodinggraben im Besitz der Österreichischen Bundesforste und ist ein wichtiger Ausgangspunkt im Nationalpark Kalkalpen.

## Gebäudeensemble

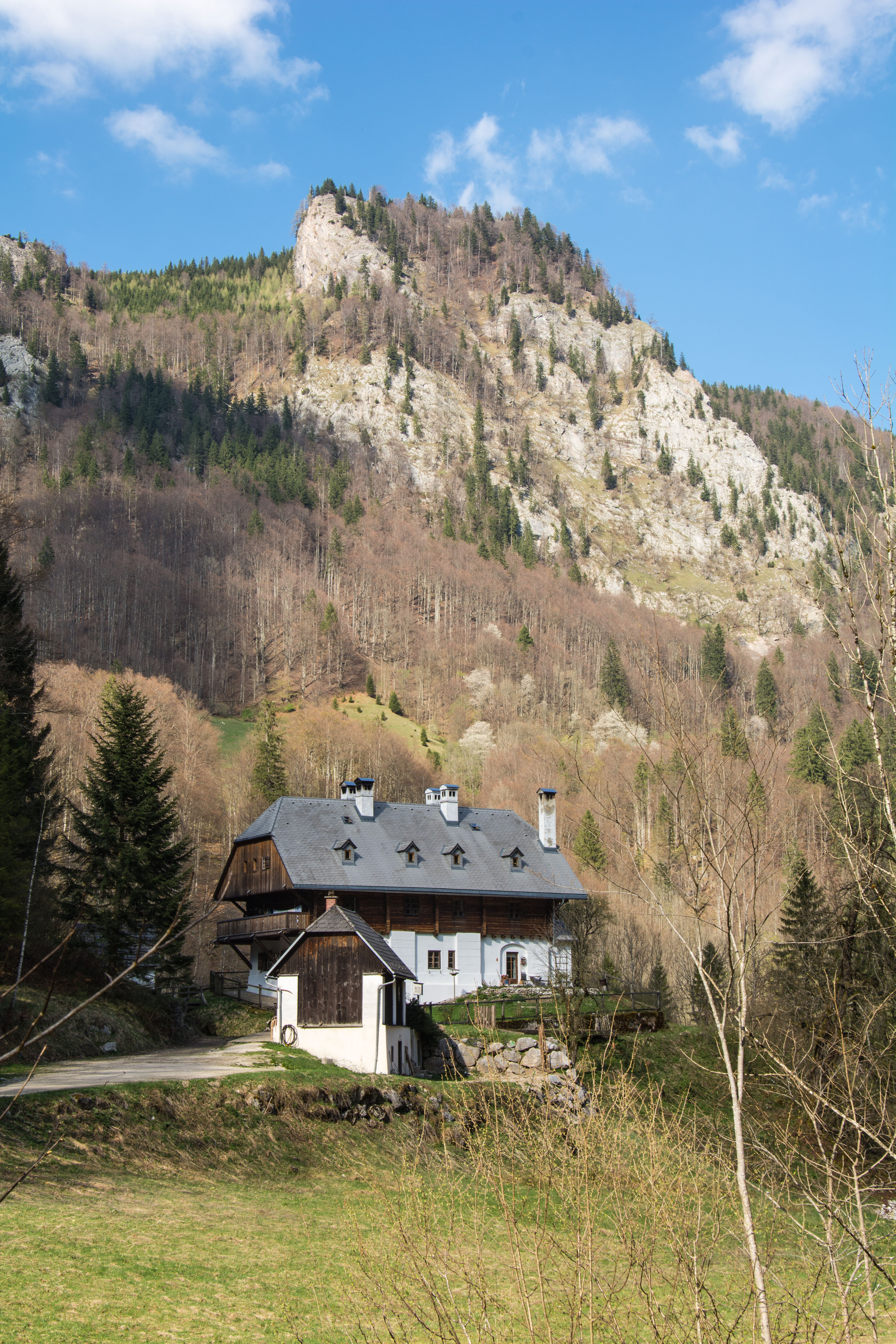
Lamberg´sches Forsthaus. Im Hintergrund der Nesselkogel

### Ehemaliges Aufseherhaus
Das Aufseherhaus wurde 1757 erstmals erwähnt. Nach der Renovierung durch die Österreichischen Bundesforste wurde darin die Ausstellung „Hirsche und heimliche Jäger“ untergebracht. Während der Sommermonate dient es als Gasthaus Jagahäusl für die Besucher des Nationalparks Kalkalpen.

### Krafthaus
Ein kleines Wasserkraftwerk, eine Fotovoltaikanlage und ein gasbetriebenes Blockheizkraftwerk liefern Strom und Wärme für das gesamte Ensemble. In dem ehemaligen Stallgebäude befindet sich die Steueranlage für diese drei Energiequellen.

### Anna-Kapelle
Die Kapelle wurde 1843 von der Familie Zeitlinger errichtet und der hl. Rosalia geweiht. 1878 kauften die Grafen Lamberg alle privaten Immobilien im Bodinggraben, darunter auch die Rosaliakapelle. Der Name Anna-Kapelle erinnert an Anna von Lamberg, die Gattin von Franz Emerich Reichsgraf vom Lamberg. Eine von Holzsäulen getragene Laube ist der spätbiedermeierlichen Kapelle vorgesetzt. Die Bemalung ist barock und zeigt die hl. Petrus und Paulus, die hl. Rosalia, Szenen aus der Bibel, dem Marienleben, sowie scheinarchitektonische Motive. Auf dem Gitter aus Schmiedeeisen finden sich unter anderem die Initialen der Familie Zeitlinger.

### Adjunktenstöckl
Die Grafen Lamberg ließen das kleine Haus im Jahre 1843 als Behausung für die Forstadjunkten und Revierjäger errichten.

### Lamberg´sches Forsthaus und Nebengebäude
Das Haus entstand 1830 und war vorerst Dienstsitz der Jäger und Unterkunft für Jagdgäste. 1879 baute die Herrschaft Lamberg den Steinbau in ein großzügiges Blockhaus um. Die Inneneinrichtung aus dieser Zeit hat man weitgehend im Hause belassen. Das Anwesen wurde bis 1936 nur von den Grafen Lamberg und ihren Gästen genutzt. Das Haus mit den zahlreich vorhandenen Einrichtungsgegenständen ist ein für Oberösterreich einzigartiges Baudenkmal. Heute dient das Haus als Dienstwohnung des Nationalparkbetreuers und seiner Familie.

## Namenskunde
Bodinggraben bezeichnet den Bach und den Graben, der von der Ebenforstalm nach Westen zur Krummen Steyrling zieht. Der Name ist auf den ganzen südlichen Talkessel der Krummen Steyrling übergegangen. Der Untergrund besteht dort aus weichen Gesteinen aus der Jura- und der Kreidezeit. Der Bach hat sich tief in die weichen Mergel eingegraben und staut sich immer wieder an härteren Kalkfelsen. Die so entstanden Gumpen werden als „Boding“ bezeichnet.